# ＃ゆいしょ! 〜小倉唯といっしょ!〜
『#ゆいしょ！〜小倉唯といっしょ！〜』（ゆいしょ おぐらゆいといっしょ）は、声優・アーティストの小倉唯がパーソナリティを務めるYouTubeの番組である。

## 概要
番組のコンセプトは、「小倉唯と一緒にアットホームな雰囲気を楽しむトークバラエティ番組」。
2022年4月3日よりYouTubeチャンネル『小倉唯「ゆいしょ〜小倉唯といっしょ〜」』にて第1回の配信を開始し、以降、隔週日曜日更新で約30分の映像付き番組の配信を行った。
2023年4月2日からWebラジオ番組としてリニューアルし、『小倉 唯 YouTube OFFICIAL CHANNEL』での配信へと変更。本編の更新翌日に、小倉唯オフィシャルファンクラブ『Yui's＊Company.』の会員限定パートの動画も更新している。
番組のクレジットタイトルは用意されていないものの、Webラジオ化以降は番組内で小倉唯歌唱の楽曲が使用されるようになった。
当番組の視聴者・投稿者を『ゆいしょ民』と呼称。サムネイルに、小倉の愛犬（ルパン、シフォン）が描かれたイラストを載せている。

## 更新日時・プレミア公開時間
- Webラジオ化前（通常配信）
  - 隔週日曜日 23:30 - 24:00頃（2022年4月17日 - 2023年3月5日）
- Webラジオ化後（通常配信）
  - 毎週日曜日 22:00 - 22:30頃（2023年4月2日 - 2024年3月31日）
  - 隔週日曜日 22:00 - 22:30頃（2024年4月7日 -）

## 主なコーナー
- ふつおた
ふつおたコーナー。
- 教えて！ゆいねえさん
お悩み相談コーナー。
- 一問一答！○○しながらQ&A
ゆいしょ民からの質問に、小倉が○○しながらしながら答えていくコーナー。「○○しながら」の部分が毎回変わる。
- 週間パーソナル・ニュース
ゆいしょ民の個人的ニュースや日々のエピソードをニュースキャスター風に小倉が読み上げるコーナー。
- ゆいしょミーティング どっちでしょ？
さまざまな二択の議題を小倉の一票で決定するコーナー。
- いつかのためのリリックストック
作詞時の参考になるような言葉をテーマに沿って募集するコーナー。
- ムズはずストーリーズ
InstagramのStoriesのように「どうせすぐに消える」気持ちで恥ずかしさやむず痒さを捨て、テーマに沿ったキザなセリフを、小倉がムズムズポイント判定するコーナー。
- やすらぎカフェ スターユイックス
公開録音よりコーナー化。「テーマ」「味」「トッピング」に沿ったカフェの新商品を小倉が考案するコーナー。考案したメニューがイラストに描かれ番組内の動画に差し込まれる。
- ちゃんゆい構文
公開録音よりコーナー化。イケてないSNSのメッセージを小倉が添削し、相手に好印象を与える内容に仕立て上げる。
- フェイス オブ ザ イヤー相談窓口
MAQUIAフェイス オブ ザ イヤー2023を受賞した小倉が、ゆいしょ民の美容や心の健康に関する悩みに応える美容コーナー。
- Yui's Topix（正確な表記は不明）
お知らせコーナー。

## 過去のコーナー
- これってアオハル？
ゆいしょ民のアオハル的なエピソードに小倉が独断でハオハル度を判定するコーナー。Webラジオ化に伴い終了。
- 目指せ！映えデミー賞
毎回あるテーマで撮影した写真を映え盛り博士の小倉唯が判定し、その回で最も優秀な1枚「映えデミー賞」を決定するコーナー。Webラジオ化以降は小倉の別の生配信番組で実施。
- ドライブ ユイ カー
小倉唯とドライブをしている気分を味わいながら、カーナビから出題される目的地のクイズに小倉が挑戦するコーナー。
- 今日のお菓子
本日のおやつを紹介する食レポコーナー。
- 今日のゆいコス
小倉のオススメのコスメを紹介するコーナー。

## テーマ曲
Webラジオ化以降のテーマ曲を挙げる。

### オープニングテーマ
- 「Dramatic!」(off vocal ver.)（#1 - /シングル『Love∞Vision』より）

### エンディングテーマ
- 「Caramel Ribbon...」(off vocal ver.)（#1 - /シングル『秘密♡Melody』より）

## イベント・公開収録
| 開催日         | タイトル                                                           | 会場                                    | 備考       |
| -------------- | ------------------------------------------------------------------ | --------------------------------------- | ---------- |
| 2023年12月16日 | 『#ゆいしょ！〜小倉唯といっしょ！〜』 はじめての公開録音♡          | 科学技術館サイエンスホール（東京都）    | 3部構成    |
| 2025年3月30日  | ⼩倉唯♡ユイースター祭 2025♡〜もっと輝くわたしになぁれ！〜 with美的 | はまぎんホール ヴィアマーレ（神奈川県） | 夜の部のみ |